# Microlaimus dixiei
Microlaimus dixiei är en rundmaskart som beskrevs av Christian Wieser 1959. Microlaimus dixiei ingår i släktet Microlaimus och familjen Microlaimidae. Inga underarter finns listade i Catalogue of Life.